# Cuminia
Cuminia, monotipski biljni rod iz porodice medićevki smješten u podtribus Clinopodiinae, dio tribusa Saturejeae, potporodica Nepetoideae. Jedina vrsta je C. eriantha, kritično ugroženi endemski grm sa pacifičkog otoka Robinson Crusoe ili Más a Tierra, jedan od otoka otočja Juan Fernández.

## Opis
Opisan je u Mem. Reale Accad. Sci. Torino 38: 139. 1835. Rodu su pripisivane dvije vrste (C. eriantha i C. fernandezia), koje Kew kasnije tretira kao podvrste Cuminia eriantha var. eriantha i Cuminia eriantha var. fernandezia (Colla) Harley. Morfološka i ITS sekvencijska divergencija procijenjena je između dvije tada trenutno priznate svojte endemskog roda Cuminia, na Masatierri u otočju Juan Fernandez. Morfološka istraživanja temeljena su na morfologiji lista 51 jedinke. Pojedinci iz C. fernandezia imaju uske i lancetaste listove s klinastim do zašiljenim bazama i vrhovima, dok jedinke C. eriantha imaju široko jajaste listove sa zaobljenim bazama i oštrim do tupim vrhovima. Dva se taksona također mogu razlikovati po prisutnosti dlakavosti. Cuminia eriantha ima dlake na listovima, mladim stabljikama, cvjetnim peteljkama, čašici i vjenčiću. Alternativno, C. fernandezia je gola osim čuperkastih dlačica na čvorovima i dlačica na zupcima čaške i cjevčicama vjenčića. Regije ITS 1 i 2 pet sekvenciranih biljaka Cuminia duge su ukupno 451 bp. Sve biljke imaju identičan ITS-1, ali dlakave i gole biljke dosljedno se razlikuju u ITS-2 sekvenci, otkrivajući 1,3 % ukupne razlike sekvenci između vrsta. I morfološki i molekularni podaci podržavaju taksonomsko prepoznavanje dviju svojti, a čini se da male, ali dosljedne razlike opravdavaju status vrste za dva entiteta. Pubescentne populacije predstavljaju C. eriantha a goli su C. fernandezia. Pretpostavlja se da se vrsta odvojila od zajedničkog predaka doseljenika na otoke, kada je Masatierra bila mnogo veća i ekološki raznolikija nego što je sada. Čini se da dva taksona zadržavaju svoj identitet bez dokaza o hibridizaciji, iako često rastu u neposrednoj blizini jedna drugoj na otoku. Svaka se populacija sastoji samo od golih ili dlakavih biljaka, bez otkrivene miješane populacije.

## Sinonimi
- Skottsbergiella Epling; Repert. Spec. Nov. Regni Veg., Beih. 85: 1 (1935)
- Johowia Epling & Looser; Rev. Univ., Chile 22: No. 2, 168: (1937)
- Bystropogon erianthus Benth.; Labiat. Gen. Spec. 727 (1835)
- Cuminia brevidens Benth.; Prodr. [A. P. de Candolle] 12: 258 (1848)
- Cuminia eriantha var. fernandezia (Colla) Harley; Bot. Mag. (Kew Mag.) 3: 155 (1986)
- Cuminia fernandezia Colla; Mem. Reale Accad. Sci. Torino 38: 139 (1835)
- Johowia fernandezia (Colla) Epling & Looser; Revista Univ. (Santiago) 22(2): 169 (1937)
- Phytoxis acidissima Bertero ex Benth.; Prodr. [A. P. de Candolle] 12: 258 (1848), nom. inval.
- Skottsbergiella fernandezia (Colla) Epling; Repert. Spec. Nov. Regni Veg., Beih. 85: 1 (1935)

## Vanjske poveznice
- The Endemic Plants of Chile